# Henri Peslier
Henri François Peslier (Uzel, Costes del Nord, 4 de gener de 1889 - París, 12 de maig de 1912) va ser un nedador i waterpolista francès que va competir a cavall del segle xix i el segle xx.
El 1900 va prendre part en els Jocs Olímpics de París, on va guanyar la medalla de bronze en la competició de waterpolo, tot formant part del Libellule de Paris.
Com a nedador aconseguí quatre campionats nacionals entre 1900 i 1903.